# 花田直弥
花田 直弥（はなだ なおや、1980年7月18日 - ）は、和歌山県出身のソフトテニス選手。日本代表。

## 来歴
河西中学校-三重高校-同志社大学-京都市役所 三重高二年時にインターハイで個人優勝（花田・岩瀬）。大学一年(1999年）でインカレダブルス優勝（花田・奥山）。
2003世界選手権代表予選に優勝し初代表。国際大会代表歴は2003,2004,2006,2007の4度、その内3度が予選会一位での自力出場。ポジションは後衛。

## 四大国際大会戦績
- 2003世界ソフトテニス選手権 - 国別対抗団体戦第三位　ダブルスベスト8（花田直弥・川村達郎）
- 2004アジアソフトテニス選手権 - 国別対抗団体戦第三位　ダブルスベスト8（花田直弥・川村達郎）
- 2006アジア競技大会　国別対抗団体戦優勝 - ダブルス第四位（花田直弥・川村達郎）
- 2007世界ソフトテニス選手権 - 国別対抗団体戦優勝　ダブルスベスト8（花田直弥・川村達郎）

## 主な戦績
- 2003天皇賜杯全日本ソフトテニス選手権大会 - 準優勝（花田・川村）
- 2004天皇賜杯全日本ソフトテニス選手権大会 - 準優勝（花田・川村）
- 2006天皇賜杯全日本ソフトテニス選手権大会 - 三位（花田・川村）
- 2011天皇賜杯全日本ソフトテニス選手権大会 - ベスト8（花田・花田）
- 2012天皇賜杯全日本ソフトテニス選手権大会 - ベスト8（花田・花田）
- 2014天皇賜杯全日本ソフトテニス選手権大会 - ベスト8（花田・花田）

- 2004全日本インドアソフトテニス選手権 - 三位（花田・川村）
- 2005全日本インドアソフトテニス選手権 - 三位（花田・川村）

- 2002全日本シングルス選手権　ベスト8

- 2006中山盃国際大会（台湾オープン）　ダブルス優勝（花田・川村）